# 이케추쿠 우체
이케추쿠 우체(Ikechukwu Uche, 1984년 1월 5일, 아바 ~ )는 나이지리아의 전 축구 선수로, 현역 시절 포지션은 스트라이커였다. 그의 이름인 "이케추쿠"는 이그보어로 "신의 힘"을 뜻한다. 그의 형인 칼루 우체도 축구 선수이다.